# Wedigo
Wedigo oder Wedego ist ein männlicher Vorname.

## Herkunft und Bedeutung
Es handelt sich um Varianten des deutschen Vornamens Witiko.

## Namensträger

### Wedigo
- Wedigo Gans von Putlitz (vor 1438–1487), römisch-katholischer Bischof von Havelberg
- Wedigo Reimar Gans zu Putlitz (1567–1626), brandenburgischer Staatsrat und Kommendator des Johanniterordens
- Wedigo von Schultzendorff (* 1945), deutscher Kameramann

### Wedego
- Wedego Lotze († nach 1525), Kaufmann und Bürgermeister in Greifswald
- Wedego von Wedel (1899–1945), deutscher Rittergutsbesitzer und Politiker (NSDAP)
- Wedego von Wedel (Hofmarschall) († 1324), pommerscher Hofmarschall und Heerführer